# Detlef Lotze
Detlef Lotze (* 14. November 1930 in Halle/Saale; † 20. September 2018 in Jena) war ein deutscher Althistoriker.
Detlef Lotze legte 1949 sein Abitur ab und studierte anschließend bis 1953 Klassische Philologie und Geschichte. Das Fakultätsexamen bestand er 1953 für die Fächer Griechisch und Latein, 1954 wurde er wissenschaftlicher Assistent am Seminar für Alte Geschichte der Friedrich-Schiller-Universität Jena (FSU). Er wurde dort im Dezember 1956 mit der Arbeit Μεταξυ ελευθερων και δουλων. Studien zur Rechtsstellung unfreier Landbevölkerungen in Griechenland bis zum 4. Jh. v. Chr. promoviert. Seine Gutachter waren Friedrich Zucker und Helmut Berve. Anschließend wurde Lotze wissenschaftlicher Oberassistent. Die Habilitation erfolgte im Juni 1962 zum Thema Lysander und der Peloponnesische Krieg. Ab September 1963 arbeitete er als Dozent für Alte Geschichte an der FSU. Nach der Wende war Lotze an der Friedrich-Schiller-Universität von 1990 bis zu seiner Emeritierung im Jahr 1996 Professor für Alte Geschichte. Von 1991 bis 1993 war Lotze auch Dekan der Philosophischen Fakultät. Er war ordentliches Mitglied der Akademie gemeinnütziger Wissenschaften zu Erfurt (1993) und des Deutschen Archäologischen Instituts.
Forschungsschwerpunkt Lotzes war die Geschichte des klassischen Griechenlands, hier vor allem im Bereich der Sozial- und Verfassungsgeschichte. Er gehörte zu jenen DDR-Althistorikern, deren Arbeit auch im Westen rezipiert und geschätzt wurde. Zudem betätigte sich Lotze auch als Übersetzer antiker griechischer Historiker (Anabasis des Xenophon). Er war verheiratet und Vater zweier Töchter.

## Schriften (Auswahl)
- Lysander und der Peloponnesische Krieg (= Abhandlungen der Sächsischen Akademie der Wissenschaften zu Leipzig, Philologisch-Historische Klasse. Band 57, H. 1, ISSN 0080-5297). Akademie-Verlag, Berlin 1964.
- Griechische Geschichte. Von den Anfängen bis zum Hellenismus (= Beck’sche Reihe. Band 2014). C. H. Beck, München 1995, ISBN 3-406-39500-7.
- Bürger und Unfreie im vorhellenistischen Griechenland. Ausgewählte Aufsätze (= Altertumswissenschaftliches Kolloquium. Band 2). Steiner, Stuttgart 2000, ISBN 3-515-07673-5.